# Kačeří příběhy (2017)
Kačeří příběhy (v anglickém originále DuckTales) je americký animovaný televizní seriál vytvořený Mattem Youngbergem a Franciscem Angonesem pro Disney XD. Seriál, produkovaný společností Disney Television Animation, je rebootem původního seriálu z roku 1987 se stejným jménem. Seriál Kačeří příběhy byl oznámen v únoru 2015 a měl premiéru 12. srpna 2017 na stanici Disney XD jako 44minutový speciál nazvaný Woo-oo!. První řada, která byla premiérově vysílána od 23. září 2017, obsahuje 21 dvaadvaceti minutové díly a další 44minutový speciál. Dne 2. března 2017 byl seriál prodloužen o druhou řadu. V Česku měl úvodní film (dvoudíl) premiéru 29. března 2018 pod názvem Kačeří příběhy: Žjóva! a seriál byl vysílán od 9. dubna 2018 na stanici Disney Channel.
Druhá řada, která obsahuje vánoční speciál, měla ve Spojených státech premiéru 20. října 2018. Dne 21. září 2018 byl seriál prodloužen o třetí řadu, jež byla premiérově vysílána od 4. dubna 2020 do 15. března 2021.

## Synopse
Po více než třiceti letech znovu ožily v animovaném seriálu na stanici Disney XD Kačeří příběhy strýčka Skrblíka a jeho zvědavých synovců Bubíka, Dulíka a Kulíka. Ti se v spolu s Kačerem Donaldem vydali na další dobrodružství.

## Obsazení

### Hlavní postavy
Hlasy pro hlavní postavy obsahují:
- David Tennant jako strýček Skrblík McKačer (Scrooge McDuck), česky Bohuslav Kalva
- Danny Pudi jako Kulislav „Kulík“ Kačer (Hubert „Huey“ Duck), česky David Štěpán
- Ben Schwartz jako Dulimír „Dulík“ Kačer (Dewford „Dewey“ Duck), česky Robin Pařík
- Bobby Moynihan jako Bubomil „Bubík“ Kačer (Lewellyn „Louie“ Duck), česky Jan Batěk
- Kate Micucci jako Kačislava „Kačka“ Kvákalová (Webbigail „Webby“ Vanderquack), česky Jana Páleníčková
- Beck Bennett jako Rampa McKvák (Launchpad McQuack), česky Roman Štabrňák
- Toks Olagundoye jako paní Čvachtová (Mrs. Bentina Beakley), česky Regina Řandová
- Tony Anselmo jako Kačer Donald (Donald Fauntleroy Duck), česky Pavel Franek

### Vedlejší postavy
- Jim Rash jako Šikula (Gyro Gearloose)
- Keith Ferguson jako Kačer Hamoun (Flintheart Glomgold)
- Margo Martindale jako Máma Rafanová (Ma Beagle)
- Eric Bauza jako Rafani (Beagle Boys): Velkej Brácha (Bigtime Beagle); Žrout (Burger Beagle) a Bedna (Bouncer Beagle)
- Josh Brener jako Semza Zoban (Mark Beaks)
- Catherine Tate jako Magika von Čáry (Magica De Spell)
- Paul F. Tompkins jako Houser Gusta (Gladstone Gander)
- Kimiko Glenn jako Lena von Čáry (Lena De Spell)
- Paget Brewster jako Della Kačerová (Della Duck)
- Jim Cummings jako Jim Starling, Kačer Kabrňák v seriálu uvnitř Kačeřích příběhů a NegaKačer v realitě Kačeřích příběhů (Darkwing Duck, Negaduck)
- Chris Diamantopoulos jako Drake Mallard, Kačer Kabrňák v realitě Kačeřích příběhů (Darkwing Duck)
- Lin-Manuel Miranda jako Filuta / Robokačer (Fenton Crackshell-Cabrera / Gizmoduck)

### Hostující postavy
- Susanne Blakeslee jako Rychlopiška (Emily Quackfaster)

- Jennifer Hale jako Bodlina Čepelná (Gabby McStabberson)
- Jason Marsden a Sam Riegel jako Hák a Sek Drtinovi (Hack and Slash Smashnikov)
- B.D. Wong jako Žabák Liu Hai (Toad Liu Hai)
- Bassem Youssef jako Toth-Ra
- Cree Summer jako Amunet
- Nia Vardalos jako Seléna (Selene)
- David Kaye jako komorník Johan (Duckworth)

### Speciální host
- Don Cheadle jako Kačer Donald (modifikovaný hlas)

## Řady a díly
| Řada        | Díly        | Premiéra v USA | Premiéra v USA  | Premiéra v ČR (ČT :D) | Premiéra v ČR (ČT :D) | Premiéra v ČR (Disney) | Premiéra v ČR (Disney) |
| Řada        | Díly        | První díl      | Poslední díl    | První díl             | Poslední díl          | První díl              | Poslední díl           |
| ----------- | ----------- | -------------- | --------------- | --------------------- | --------------------- | ---------------------- | ---------------------- |
| Úvodní film | Úvodní film | 12. srpna 2017 | 12. srpna 2017  | 1. srpna 2020         | 1. srpna 2020         | 29. března 2018        | 29. března 2018        |
| 1           | 25          | 12. srpna 2017 | 18. srpna 2018  | 1. července 2020      | 4. srpna 2020         | 9. dubna 2018          | 21. září 2018          |
| 2           | 25          | 20. října 2018 | 12. září 2019   | 5. srpna 2020         | 8. září 2020          | bude oznámeno          | bude oznámeno          |
| 3           | 25          | 4. dubna 2020  | 15. března 2021 | bude oznámeno         | bude oznámeno         | bude oznámeno          | bude oznámeno          |

## Produkce
Matt Youngberg a Francisco Angones vyrůstali na původním seriálu a vždycky chtěli vytvořit novou verzi pro novou generaci. Youngberg řekl: „Doufáme, že po třiceti letech budou děti, které sledovaly náš pořad, sledovat novou verzi Kačeřích příběhů, protože milovali to, co děláme.“
V květnu 2015 herec Terry McGovern, původní hlas Rampu McKváka, uvedl v rozhovoru, že se dabéři původního seriálu v rebootu neobjeví. Nové hlasy pro hlavní postavy byly odhaleny 16. prosince 2016. V květnu 2017 bylo ohlášeno, že Lin-Manuel Miranda namluví postavu Fentona Crackshella / Robokačera. V červnu byli oznámeni další dabéři, včetně Tonyho Anselmona, který se vrací do role Kačera Donalda. Během San Diego Comic-Conu 2017 Disney oznámilo, že Darkwing Duck by se také měl objevit v seriálu.
Umělecký styl seriálu je silně ovlivněn nejen původním komiksem Uncle Scrooge od Carla Barkse, ale taktéž některými Barksovými obrazy. Úvodní znělka seriálu, napsaná Markem Muellerem pro původní seriál z roku 1987, byla znovu nahrána pro reboot z roku 2017. Anglickou znělku nazpívala Felicia Barton, českou verzi nazpívala Debbi.

## Propagace a zveřejnění

### Vysílání
44minutový pilotní díl, nazvaný Woo-oo!, měl ve Spojených státech premiéru 12. srpna 2017 na televizní stanici Disney XD a byl opakován po sobě následujících 24 hodin. O dva dny později, tedy 14. srpna 2017, byla pilotní epizoda zveřejněna také na platformě YouTube. Dne 17. září 2017 byl pilotní díl odvysílán také na stanici Disney Channel. Oficiální premiéra seriálu proběhla 23. září 2017, tedy v den 30. výročí původního seriálu z roku 1987. Od 4. května 2018 byly nové díly seriálu vysílány na stanici Disney Channel. Třetí řada seriálu byla opět premiérově vysílána na Disney XD.
V Kanadě měla pilotní epizoda premiéru 12. srpna 2017 na stanici Disney XD; samotný seriál byl vysílán od 23. září 2017. V Austrálii a na Novém Zélandu měl seriál premiéru 13. října 2017 na stanici Disney Channel. Ve Spojeném království a Irsku měl pilotní díl premiéru 4. listopadu 2017 na stanici Disney Channel. Seriál měl premiéru 1. března 2018 na stanici Disney XD.

### Marketing
Dne 10. března 2017 byl na stanici Disney Channel vysílán trailer k seriálu, a to během premiéry filmu Tangled: Before Ever After. Dne 14. června 2017 byla zveřejněna titulní sekvence seriálu, obsahující opětovně nahranou úvodní znělku napsanou Markem Muellerem a přezpívanou Felicií Barton.

### DVD
Dne 19. prosince 2017 bylo vydáno DVD pod názvem Woo-oo!. DVD obsahuje pilotní díl a všech 6 krátkých filmů.

### Komiks
Pokračující komiksová série založená na seriálu je publikována nakladatelstvím IDW Publishing. Jejími autory jsou Joe Caramagna, Joey Cavalieri a Steve Behling a ilustrátory například Luca Usai a Gianfranco. Komiks Ducktales # 0 byl vydán 19. července 2017 a první číslo bylo publikováno 27. září 2017.